# Josef Sedlák
Josef Sedlák (28. prosince 1891 Božetín – 10. května 1966 Praha) byl český a československý politik Československé strany lidové a poúnorový poslanec Národního shromáždění ČSR.

## Biografie
Po absolvování základního vzdělání pracoval na rodinné usedlosti, kterou později zdědil. Roku 1912 narukoval do rakousko-uherské armády, do civilního života se vrátil až v roce 1918. Bojoval nejprve na srbské frontě, později v Rusku a na konci 1. světové války v Itálii na Piavě. Už od mládí byl členem mnoha spolků a organizací (od roku 1924 působil jako župní hasičský vzdělavatel, v letech 1953–1966 byl předsedou hasičského sboru v obci Vrchotice, zastával i post voleného ředitele Občanské záložny v Sedlci, byl předsedou Československého červeného kříže v Sedlci atd.). V letech 1919–1945 působil jako starosta a v letech 1945–1948 jako předseda MNV ve Vrchoticích.
Ve volbách v roce 1948 byl zvolen do Národního shromáždění za ČSL ve volebním kraji Tábor. V parlamentu zasedal až do konce funkčního období, tedy do voleb roku 1954. Ve volbách 1954 už nekandidoval a zcela se stáhl mimo veřejný a politický život.